# Історичний музей (станція метро)
«Істори́чний музе́й» — 14-та станція Харківського метрополітену. Розташована на Салтівській лінії, кінцева. Сусідня станція — «Університет». Пов'язана переходом зі станцією Майдан Конституції Холодногірсько-Заводської лінії і складає з нею єдиний комплекс. Станція названа на честь Харківського історичного музею імені М. Ф. Сумцова, який розташований поряд з виходом зі станції. Відкрита 10 серпня 1984 року.

## Оздоблення
Стіни оброблені білим мармуром з декоративно-художніми вставками.
Оздоблення станції присвячене темі історії Харкова. Вигнута, складчаста поверхня стін і ребриста стеля вестибюля стилізовані під елементи оборонних споруд і нагадують про фортецю, яка існувала на прилеглій до станції території в 17-18 століттях.
Застосовані колонні тюбінги і збільшений діаметр центрального залу. Стрілчасті арки між колонами нагадують фортечні ворота. В оздобленні стін і колон залу застосований світлий мармур «Коєлга». Колійні стіни, облицьовані коричневим мармуром Хустовського родовища «Великий кам'янець» та розчленовані геральдичними рельєфами з бронзового лиття.

## Конструкція
Колонна трисклепінна глибокого закладення з острівною платформою.

## Колійний розвиток
Станція з колійним розвитком:
- протишерстний з'їзд в кінці лінії;
- до II колії в кінці лінії примикає одноколійна ССГ у вигляді з'їзду з Холодногірсько-Заводської лінії.

## Історія
- 10 грудня 1977 — розпочався монтаж прохідницького щита.
- 26 червня 1978 — прийнято пропозицію Державної адміністрації залізничного транспорту і Мінтрансбуду, погоджену з Держпланом СРСР, про включення до списку нових будівництв у 1978 році по МПС другої черги Харківського метрополітену з такими термінами закінчення будівництва: перша ділянка (від «Історичного музею» до станції «Барабашова») — 1985 рік; друга ділянка (від «Барабашова» до станції «Героїв Праці») — 1987 рік.
- 19 листопада 1979 — почалася проходка середнього станційного тунелю.
- 26 травня 1980 — завершена проходка правого станційного тунелю.
- 16 червня 1980 — відбулася збійка правого перегінного тунелю між станціями «Радянська-2» (зараз «Історичний музей») та «Дзержинська» (нині «Університет»).
- 22 серпня 1981 — завершено проходка платформеної ділянки.
- 17 жовтня 1981 — відбулася збійка пішохідного тунелю між станціями «Майдан Конституції» і «Радянська-2» («Історичний музей»).
- 29 січня 1982 — почалося спорудження другого переходу зі станції «Майдан Конституції» на станцію «Радянська-2» («Історичний музей»).
- 23 лютого 1982 — завершена проходка ескалаторного ходу.
- 31 грудня 1983 — відкрито пересадочний вузол станції.
- 15 липня 1984 — на першій пусковій ділянці другій лінії Харківського метрополітену пройшов перший пробний поїзд.
- 2 серпня 1984 — робоча комісія прийняла всі перегони першого пускового ділянки другій лінії Харківського метрополітену.
- 11 серпня 1984 — відбулося відкриття першого пускового ділянки другої лінії Харківського метрополітену.

## Галерея

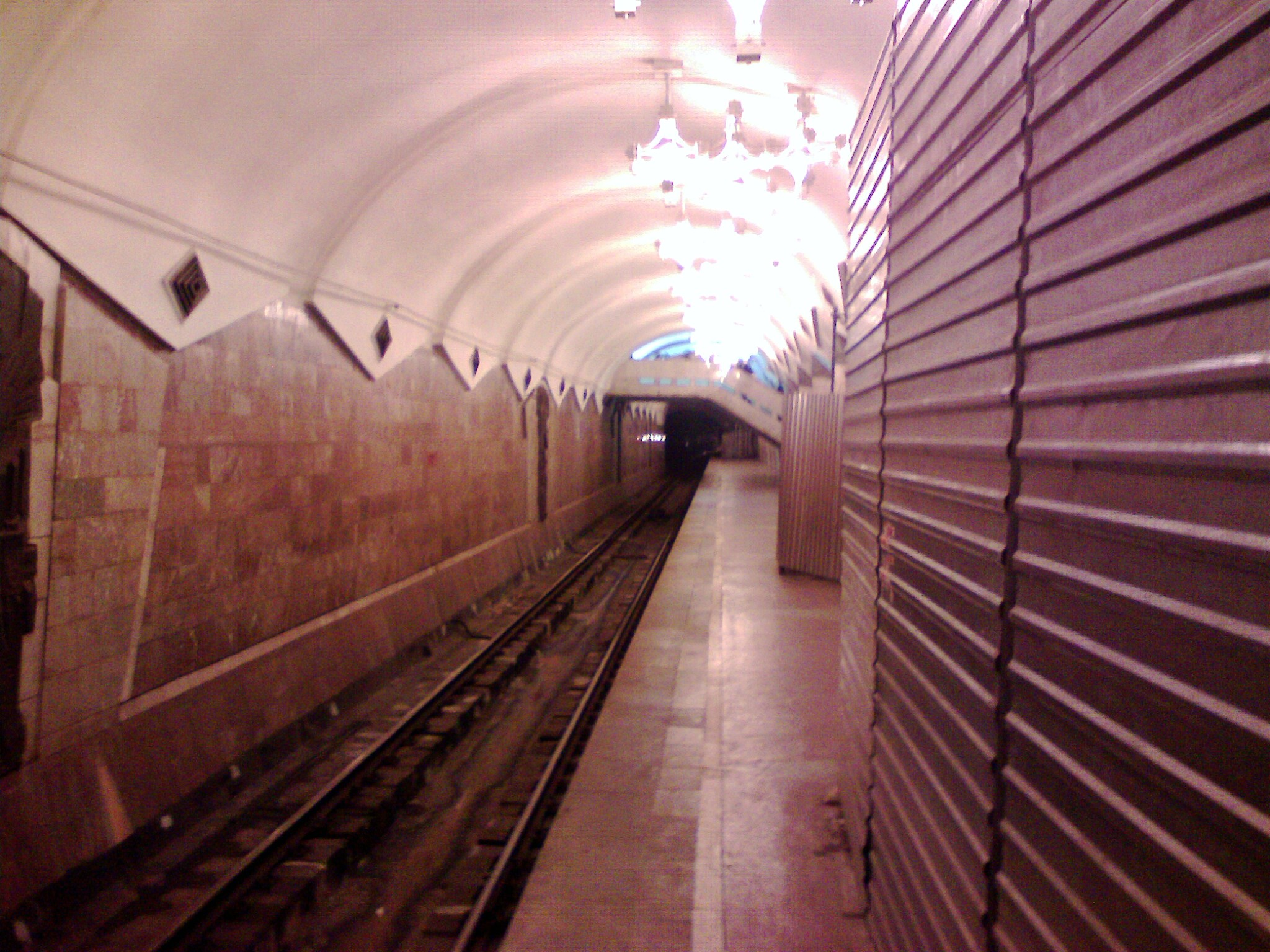
Посадкова платформа. Колони, які ремонтуються, закриті парканом
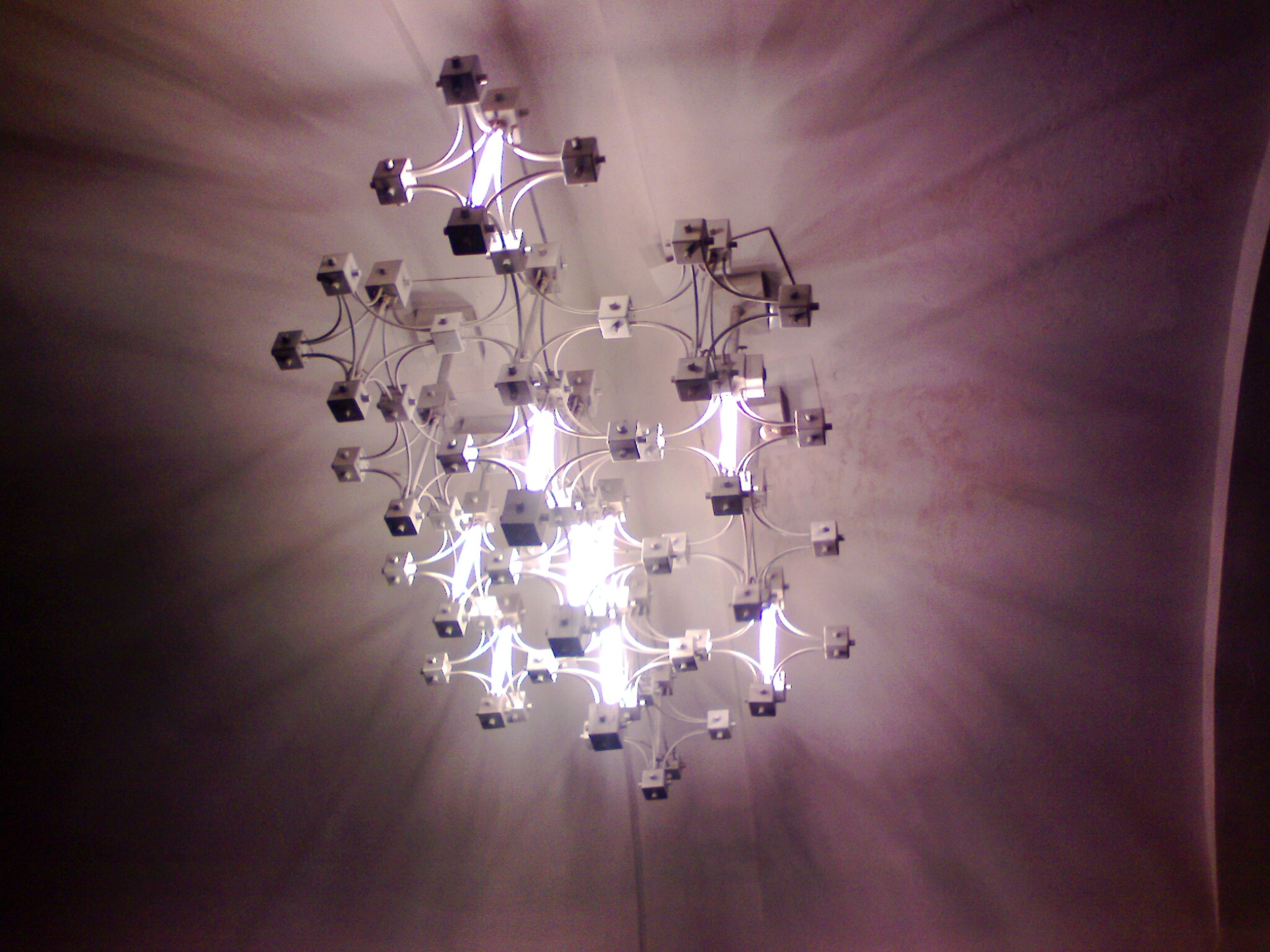
Зображення люстри станції метро «Історичний музей»
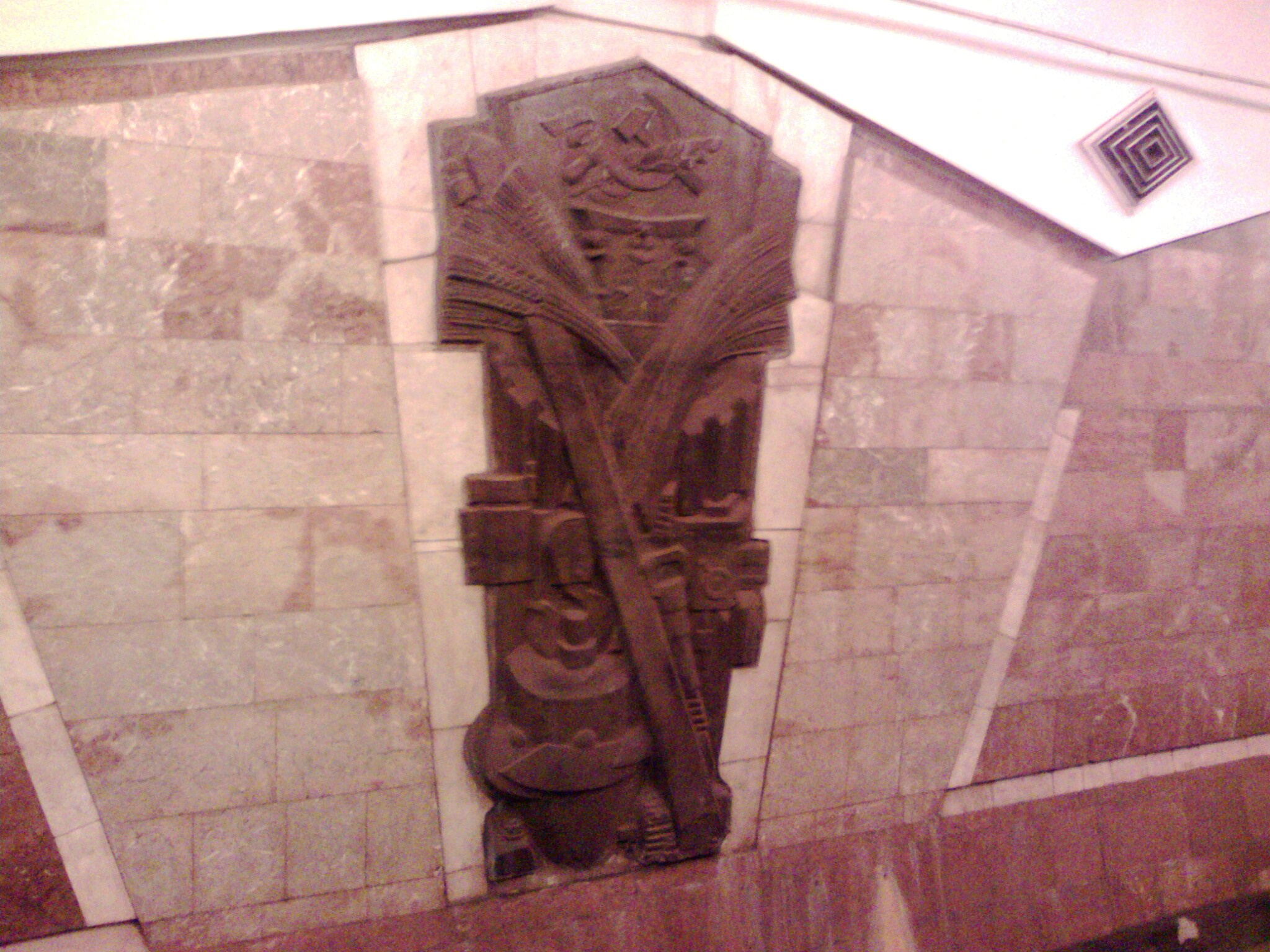
Історичний барельєф на станції метро Історичний музей